# Centaurea stapfiana
Centaurea stapfiana — вид рослин роду волошка (Centaurea), з родини айстрових (Asteraceae).

## Середовище проживання
Ендемік пд.-сх. Туреччини (Анатолія).